# Truchillas
Truchillas (en cabreirés Truitiellas) es una localidad española del municipio de Truchas.

## Geografía

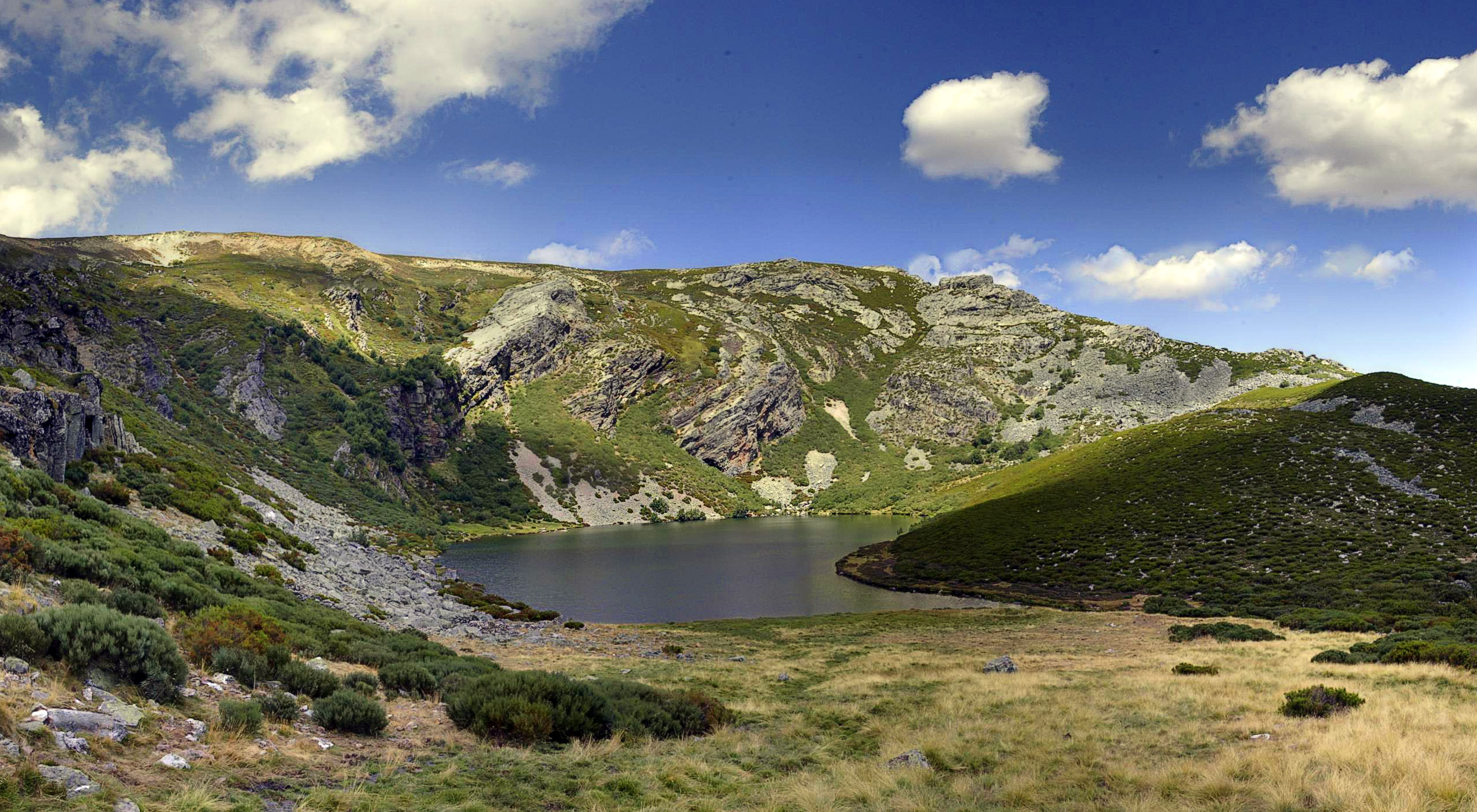
Vista del lago de Truchillas.

Truchillas (Truitiellas, en dialecto cabreirés) es un pequeño pueblo de la provincia de León. Está enmarcado en la comarca de La Cabrera, más concretamente en la denominada Cabrera Alta.
Pertenece al municipio de Truchas junto con otros 12 pueblos: Baillo, Corporales, La Cuesta, Cunas, Iruela, Manzaneda, Pozos, Quintanilla de Yuso, Truchas, Valdavido, Villar del Monte y Villarino.
Está totalmente rodeado por montañas, llegando la más alta de ellas, el Pico Vizcodillo, a la cota de 2121 m.
Dos ríos recorren su geografía: el río Tixeo y el río del Lago, fundiéndose en uno sólo que adopta el nombre del pueblo. El río del Lago nace en el Lago de Truchillas, de origen glaciar y declarado Monumento Natural por la Junta de Castilla y León en 1990.

## Fauna y Flora

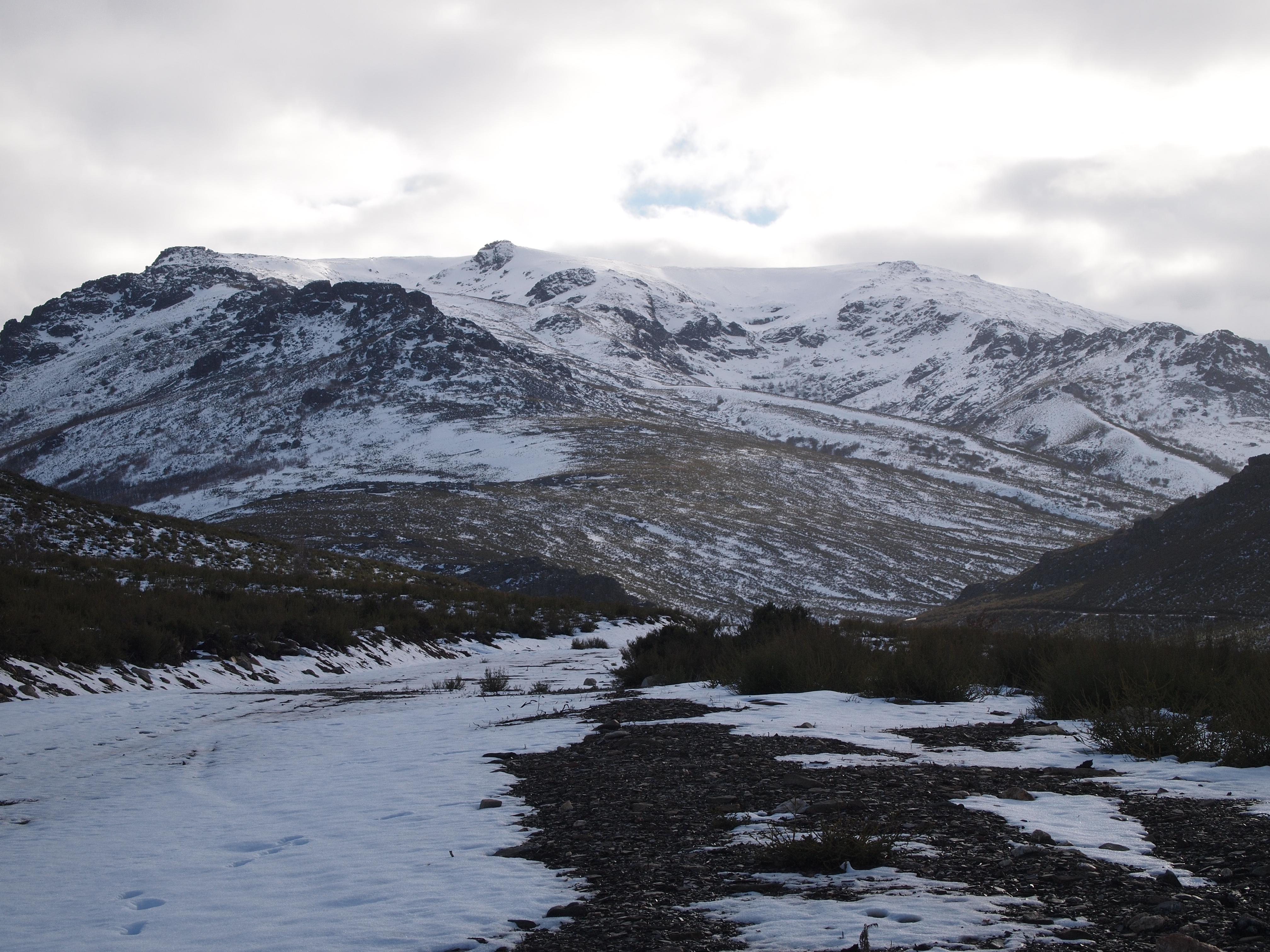
Cara norte del Vizcodillo.

La vegetación predominante es el monte bajo, compuesto en su mayoría de brezo (Erica arborea, Erica australis, Erica tetralix, Calluna vulgaris). Donde el monte ha conseguido recuperarse de la costumbre pastoril de quemar para generar pastos para el ganado o bien donde por un motivo u otro no llegó a quemarse nunca, existen manchas de roble (Quercus pyrenaica) de mayor o menor medida. En la zona conocida como Las Cabañas se pueden encontrar acebos (Ilex aquifolium) que en la época invernal resaltan entre los desnudos robles con sus brillantes hojas verdes.
Son numerosas las especies de frondosas que jalonan las orillas de los ríos, contando entre ellas chopos (Populus nigra), abedules (Betula pubescens), alisos (Alnus glutinosa), avellanos (Corylus avellana), serbales (Sorbus aucuparia) etc.
También están presentes los majuelos (Crataegus monogyna), rosales silvestres (Rosa canina), piornos (Cytisus scoparius, (Cytisus purgans) y zarzas (Rubus ulmifolius)
Entre la fauna de la zona podemos destacar mamíferos como el lobo (Canis lupus signatus), el zorro (Vulpes vulpes), la comadreja, el corzo (Capreolus capreolus) o el desmán. Aves como el halcón peregrino, cernícalo vulgar, lechuza común, autillo, ratonero común, abubilla, camachuelo, mirlo acuático y común, alcaudón dorsirrojo o lavandera común. Con algo de suerte se puede ver algún águila real surcando el cielo o una garza en las orillas del río.
Como anfibios podemos encontrar rana bermeja, sapo común (Bufo bufo) y salamandra y entre los reptiles abundan las culebras de collar, la víbora hocicuda y el lagarto ocelado.

## Población
Si bien en otro tiempo llegó a albergar a unos pocos cientos de habitantes, la emigración sufrida durante todo el siglo XX, dejó la población reducida a una veintena de personas, que se dedican a una agricultura y ganadería de subsistencia.

## Historia

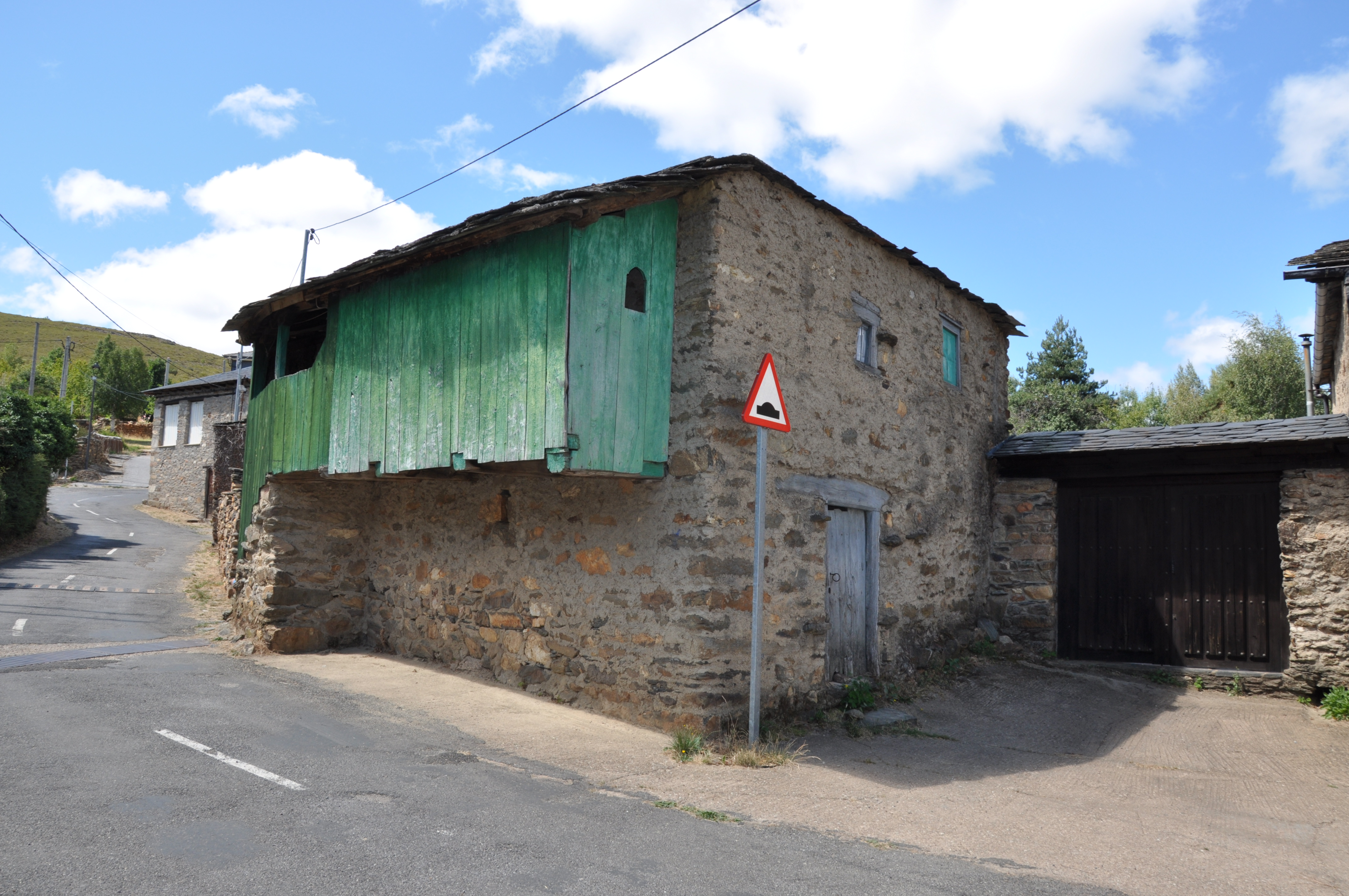
Vivienda de dos plantas con escalera y corredor cerrado protegido con madera pintada de verde

No se conocen a ciencia cierta los orígenes de este pueblo. Alguna leyenda atribuye el nombre a una transformación a partir de la palabra druida, por lo que le dan un origen celta, mientras que otros apuntan a una escisión del pueblo de Truchas, pero sin una fecha aproximada de cuándo se produjo.

## Fiestas
San Pelayo, 26 de junio, es el Santo Patrón de Truchillas.
Por conveniencia, se celebra la fiesta del pueblo el 12 de agosto, ya que ese mes es cuando más gente veranea en el pueblo.
Otros santos de devoción del pueblo son San Antonio (13 de junio) y Santa Lucía (13 de diciembre).

## Viviendas
Hay muchos tipos de viviendas. En la fotografía superior tenemos un ejemplo de uno de los tipos de vivienda. Presenta dos plantas; la inferior estaba reservada para el ganado y no mostraba comunicación con la superior. Una puerta o un portón daba acceso a la única dependencia que poseía. A la segunda planta, reservada para el uso de la familia, se accedía por una escalera exterior. La distribución interior de esta planta era muy variable, aunque como mínimo incluía una dependencia a modo de cocina(con su muelallar o llareira) y alguna otra empleada como despensa.
Algunos elementos arquitectónicos, como los corredores, que ampliaban el espacio disponible, en la segunda planta, o las complejas chimeneas.
En el corredor cerrado todo su frente estaba cubierto por tablas de madera, pudiendo existir una pequeña ventana de ventilación o iluminación. Este tipo de corredor estaba totalmente aislado del exterior y podía carecer de tabiques que lo separasen de otras dependencias de la planta superior. Ocasionalmente, los corredores cerrados no aparecían revestidos con tablas , sino con un denso cañizo recubierto con barro que los aislaba eficazmente de las condiciones exteriores.